# Distrito de Žďár nad Sázavou
El distrito de Žďár nad Sázavou es uno de los cinco distritos que forman la región de Vysočina, República Checa, con una población estimada a principio del año 2018 de 117 931 habitantes. Se encuentra ubicado en el centro-sur del país, al sureste de Praga, cerca de la frontera con Austria. Su capital es la ciudad de Žďár nad Sázavou.

## Localidades (población año 2018)
- Baliny 123
- Blažkov 287
- Blízkov 335
- Bobrová 878
- Bobrůvka 239
- Bohdalec 281
- Bohdalov 1170
- Bohuňov 257
- Borovnice 187
- Bory 784
- Březejc 133
- Březí 174
- Březí nad Oslavou 270
- Březské 186
- Budeč 193
- Bukov 194
- Býšovec 166
- Bystřice nad Pernštejnem 8112
- Černá 302
- Chlumek 167
- Chlumětín 205
- Chlum-Korouhvice 46
- Cikháj 106
- Dalečín 654
- Daňkovice 147
- Dlouhé 257
- Dobrá Voda 363
- Dolní Heřmanice 500
- Dolní Libochová 151
- Dolní Rožínka 618
- Fryšava pod Žákovou horou 336
- Hamry nad Sázavou 1572
- Herálec 1320
- Heřmanov 204
- Hodíškov 152
- Horní Libochová 202
- Horní Radslavice 93
- Horní Rožínka 77
- Jabloňov 353
- Jámy 604
- Javorek 103
- Jimramov 1160
- Jívoví 285
- Kadolec 172
- Kadov 149
- Karlov 108
- Kněževes 146
- Koroužné 257
- Kotlasy 112
- Kozlov 192
- Krásné 110
- Krásněves 285
- Křídla 349
- Křižánky 380
- Křižanov 1845
- Křoví 593
- Kuklík 192
- Kundratice 186
- Kyjov 41
- Lavičky 545
- Lhotka 220
- Lísek 374
- Líšná 59
- Malá Losenice 270
- Martinice 459
- Matějov 214
- Měřín 1969
- Meziříčko 185
- Milasín 44
- Milešín 81
- Mirošov 138
- Moravec 620
- Moravecké Pavlovice 47
- Netín 353
- Nížkov 968
- Nová Ves 165
- Nová Ves u Nového Města na Moravě 653
- Nové Dvory 328
- Nové Město na Moravě 10 063
- Nové Sady 214
- Nové Veselí 1334
- Nový Jimramov 67
- Nyklovice 166
- Obyčtov 418
- Ořechov 320
- Oslavice 700
- Oslavička 118
- Osová Bítýška 912
- Osové 82
- Ostrov nad Oslavou 959
- Otín 322
- Pavlínov 249
- Pavlov 331
- Petráveč 248
- Pikárec 331
- Písečné 191
- Počítky 231
- Poděšín 246
- Podolí 95
- Pokojov 155
- Polnička 813
- Prosetín 380
- Račice 43
- Račín 126
- Radenice 155
- Radešín 113
- Radešínská Svratka 609
- Radkov 171
- Radňoves 96
- Radňovice 315
- Radostín 153
- Radostín nad Oslavou 950
- Řečice 470
- Rodkov 96
- Rosička 46
- Rousměrov 116
- Rovečné 627
- Rožná 792
- Rozseč 93
- Rozsochy 711
- Ruda 373
- Rudolec 208
- Sázava 664
- Sazomín 235
- Sejřek 168
- Sirákov 262
- Sklené 112
- Sklené nad Oslavou 233
- Skorotice 131
- Škrdlovice 656
- Skřinářov 156
- Sněžné 710
- Spělkov 44
- Štěpánov nad Svratkou 706
- Strachujov 134
- Stránecká Zhoř 605
- Strážek 832
- Střítež 104
- Sulkovec 173
- Světnov 467
- Sviny 101
- Svratka 1418
- Tasov 670
- Tři Studně 101
- Ubušínek 96
- Uhřínov 332
- Ujčov 472
- Újezd 253
- Unčín 189
- Vatín 324
- Věchnov 333
- Věcov 706
- Velká Bíteš 5171
- Velká Losenice 1216
- Velké Janovice 119
- Velké Meziříčí 11 536
- Velké Tresné 109
- Vepřová 409
- Věstín 158
- Věžná 226
- Vídeň 454
- Vidonín 168
- Vír 716
- Vlachovice 122
- Vlkov 279
- Vojnův Městec 777
- Vysoké 200
- Záblatí 217
- Zadní Zhořec 145
- Ždánice 226
- Žďár nad Sázavou 20 994
- Znětínek 207
- Zubří 481
- Zvole 651